# Hoterodes
Hoterodes is een geslacht van vlinders uit de familie van de grasmotten (Crambidae), uit de onderfamilie van de Spilomelinae. De wetenschappelijke naam van dit geslacht is voor het eerst voorgesteld door Achille Guenée in een publicatie uit 1854.

## Soorten
- Hoterodes albiceps (C. Felder, R. Felder & Rogenhofer, 1875)
- Hoterodes ausonia (Cramer, 1777)
- Hoterodes regalis Butler, 1882
- Hoterodes sericealis Pagenstecher, 1900
- Hoterodes violescens (Dognin, 1903)